# Saint-Aubin-de-Nabirat
Saint-Aubin-de-Nabirat (okzitanisch Sent Aubin de Nabirac) ist eine aus einem Hauptort und mehreren umliegenden Weilern (hameaux) und Einzelgehöften bestehende Gemeinde mit 157 Einwohnern (Stand: 1. Januar 2022) im Südosten des südfranzösischen Départements Dordogne in der Region Nouvelle-Aquitaine in der alten Kulturlandschaft des Périgord.

## Lage
Der Ort Saint-Aubin-de-Nabirat liegt gut 23 km (Fahrtstrecke) südöstlich der Stadt Sarlat-la-Canéda bzw. ca. 85 km südöstlich von Périgueux in einer Höhe von ca. 205 m ü. d. M. Das Klima ist gemäßigt und wird gleichermaßen vom Atlantik wie von den Bergen des Zentralmassivs beeinflusst; Regen fällt verteilt übers ganze Jahr.

## Bevölkerungsentwicklung
| Jahr      | 1800 | 1851 | 1901 | 1954 | 1999 | 2014 |
| Einwohner | 403  | 501  | 300  | 161  | 119  | 135  |

Der kontinuierliche Bevölkerungsrückgang seit der zweiten Hälfte des 19. Jahrhunderts ist im Wesentlichen auf die Reblauskrise im Weinbau und die zunehmende Mechanisierung der Landwirtschaft sowie den jeweils damit einhergehenden Verlust an Arbeitsplätzen zurückzuführen.

## Wirtschaft
Die Bewohner der Gemeinde lebten jahrhundertelang als Selbstversorger von den Erträgen ihrer Felder und Gärten; daneben wurden auch Viehzucht, ein wenig Weinbau und die Anpflanzung von Esskastanien und Nussbäumen betrieben. Im Ort selbst siedelten Handwerker, Kleinhändler und Dienstleister. Seit den 1960er Jahren werden einige der leerstehenden Häuser als Ferienwohnungen (gîtes) genutzt.

## Geschichte
Obwohl bereits früher eine Kirche existierte, stammt die erstmalige urkundliche Erwähnung des alten Ortsnamens Sanctus Albanus erst aus dem Jahr 1326. Ob der Ort während des Hundertjährigen Krieges (1337–1453) oder in der Zeit der Hugenottenkriege (1562–1598) in Mitleidenschaft gezogen wurden, ist unklar.

## Sehenswürdigkeiten
- Die alte romanische Kirche des Ortes hat einen Glockengiebel; sie wurde im Jahr 2003 gründlich restauriert und umgebaut und enthält heute zwei Wohnungen.
- Die um 1925 entstandene neoromanische Kirche ist der wenige Jahre zuvor (1920) heiliggesprochenen Jeanne d’Arc geweiht. Sie verfügt ebenfalls über einen kleinen Glockengiebel mit einer im Jahr 1636 gegossenen Glocke.

Umgebung
- Das bereits im 13. Jahrhundert dokumentierte, aber nach Zerstörungen während der Religionskriege im 16./17. Jahrhundert weitgehend neuerbaute Château du Repaire liegt circa zwei Kilometer südwestlich des Ortes (44° 43′ 25″ N, 1° 16′ 36″ O) und dominiert das Tal des Flusses Céou. Der in den Jahren der Französischen Revolution arg in Mitleidenschaft gezogene Gebäudekomplex befindet sich in Privatbesitz und ist seit dem Jahr 2003 als Monument historique anerkannt.[3]